# Mistrzostwa Świata Juniorów w Narciarstwie Klasycznym 1990
Mistrzostwa Świata Juniorów w Narciarstwie Klasycznym 1990 – zawody sportowe, które odbyły się w dniach 28 - 31 marca 1990 r. we francuskim Les Saisies (biegi) i czechosłowackim Štrbskim Plesie (skoki i kombinacja). Podczas mistrzostw zawodnicy rywalizowali w 10 konkurencjach, w trzech dyscyplinach klasycznych: skokach narciarskich, kombinacji norweskiej oraz w biegach narciarskich. W tabeli medalowej zwyciężyła reprezentacja ZSRR, której zawodnicy zdobyli też najwięcej medali, 7, w tym 2 złote, 2 srebrne i 3 brązowe.

## Program
28 marca
- Biegi narciarskie - 15 kilometrów (K), 30 kilometrów (M)
- Kombinacja norweska - skocznia normalna, 10 kilometrów indywidualnie (M)

29 marca
- Skoki narciarskie - skocznia normalna indywidualnie (M)

30 marca
- Biegi narciarskie - 5 kilometrów (K), 10 kilometrów (M)
- Skoki narciarskie - skocznia normalna drużynowo (M)

31 marca
- Kombinacja norweska - skocznia normalna, 3x10 kilometrów drużynowo (M)
- Biegi narciarskie - sztafeta 4 × 5 kilometrów (K), 4 × 10 kilometrów (M)

## Medaliści

### Biegi narciarskie
Mężczyźni
| Konkurencja                      | Data          | Złoto                                                            | Srebro                                                                             | Brąz                                                                      |
| -------------------------------- | ------------- | ---------------------------------------------------------------- | ---------------------------------------------------------------------------------- | ------------------------------------------------------------------------- |
| Bieg na 10 km techniką klasyczną | 30 marca 1990 | Jiří Kvapil                                                      | Wiktor Torczinski                                                                  | Stefan Alraun                                                             |
| Bieg na 30 km techniką dowolną   | 28 marca 1990 | Johann Mühlegg                                                   | Anders Eide                                                                        | Walerij Rodochlebow                                                       |
| Bieg sztafetowy 4 × 10 km        | 31 marca 1990 | NRD Jens Dietel · Janko Neuber · Matthias Grünwald · Jens Neuber | ZSRR Wiktor Torczinski · Władimir Legotin · Walerij Rodochlebow · Walerij Rudienko | RFN Stefan Alraun · Michael Popp · Johann Mühlegg · Peter Schlickenrieder |

Kobiety
| Konkurencja                     | Data          | Złoto                                                                          | Srebro                                                        | Brąz                                                                              |
| ------------------------------- | ------------- | ------------------------------------------------------------------------------ | ------------------------------------------------------------- | --------------------------------------------------------------------------------- |
| Bieg na 5 km techniką klasyczną | 30 marca 1990 | Olga Daniłowa                                                                  | Iveta Zelingerová                                             | Olga Kosmaczewa                                                                   |
| Bieg na 15 km technika dowolną  | 28 marca 1990 | Gabriele Heß                                                                   | Soňa Mihoková                                                 | Olga Daniłowa                                                                     |
| Bieg sztafetowy 4 × 5 km        | 31 marca 1990 | ZSRR Olga Daniłowa · Olga Kosmaczewa · Irina Pridannikowa · Walentina Smirnowa | NRD Katrin Apel · Steffi Kramer · Gabriele Heß · Ramona Henke | Szwajcaria Beatrice Schranz · Natascia Leonardi · Elvira Knecht · Barbara Mettler |

### Skoki narciarskie
Mężczyźni
| Konkurencja                       | Data          | Złoto                                                                         | Srebro                                                            | Brąz                                                                 |
| --------------------------------- | ------------- | ----------------------------------------------------------------------------- | ----------------------------------------------------------------- | -------------------------------------------------------------------- |
| Skocznia normalna - indywidualnie | 29 marca 1990 | Heinz Kuttin                                                                  | Roberto Cecon                                                     | Tomáš Raszka                                                         |
| Skocznia normalna - drużynowo     | 30 marca 1990 | Austria Heinz Kuttin · Werner Rathmayr · Herwig Millonig · Alexander Pointner | Finlandia Esa Könönen · Riku Äyri · Mika Laitinen · Marko Haarala | Jugosławia Damjan Fras · Sašo Komovec · Tomaz Knafelj · Franci Petek |

### Kombinacja norweska
Mężczyźni
| Konkurencja                                      | Data          | Złoto                                                         | Srebro                                                   | Brąz                                          |
| ------------------------------------------------ | ------------- | ------------------------------------------------------------- | -------------------------------------------------------- | --------------------------------------------- |
| Skocznia normalna, bieg na 10 km - indywidualnie | 28 marca 1990 | Trond Einar Elden                                             | Falk Schwaar                                             | Christoph Borello                             |
| Skocznia normalna, bieg na 3x10 km - drużynowo   | 31 marca 1990 | Norwegia Halldor Skard · Bjarte Engen Vik · Trond Einar Elden | Czechosłowacja Milan Kučera · Jiří Hradil · David Soldat | NRD Enrico Heisig · Falk Schwaar · Falk Weber |

## Tabela medalowa
| Klasyfikacja medalowa | Klasyfikacja medalowa | Klasyfikacja medalowa | Klasyfikacja medalowa | Klasyfikacja medalowa | Klasyfikacja medalowa |
| Lp.                   | Państwo               | złoto                 | srebro                | brąz                  | złoto · srebro · brąz |
| --------------------- | --------------------- | --------------------- | --------------------- | --------------------- | --------------------- |
| 1.                    | ZSRR                  | 2                     | 2                     | 3                     | 7                     |
| 2.                    | NRD                   | 2                     | 2                     | 1                     | 5                     |
| 3.                    | Norwegia              | 2                     | 1                     | 0                     | 3                     |
| 4.                    | Austria               | 2                     | 0                     | 0                     | 2                     |
| 5.                    | Czechosłowacja        | 1                     | 3                     | 1                     | 5                     |
| 6.                    | RFN                   | 1                     | 0                     | 2                     | 3                     |
| 7.                    | Finlandia             | 0                     | 1                     | 0                     | 1                     |
| 7.                    | Włochy                | 0                     | 1                     | 0                     | 1                     |
| 8.                    | Francja               | 0                     | 0                     | 1                     | 1                     |
| 8.                    | Jugosławia            | 0                     | 0                     | 1                     | 1                     |
| 8.                    | Szwajcaria            | 0                     | 0                     | 1                     | 1                     |